# تیم وبر
تیم وبر (انگلیسی: Tim Webber) یک طراح جلوه‌های ویژه اهل انگلستان است. 
از معروفترین کارهای وی فیلم‌ها هری پاتر و جام آتش، شوالیه تاریکی، آواتار و گرانش است.